# Superliga Brasileira de Voleibol Masculino de 2024 - Série C
A Superliga Brasileira de Voleibol Masculino de 2024 - Série C foi a 7ª edição desta competição organizada pela Confederação Brasileira de Voleibol. Trata-se da terceira divisão do Campeonato Brasileiro de Voleibol Masculino, a principal competição entre clubes de voleibol masculino do Brasil.. A Superliga C substituiu a extinta Taça Prata.
Participaram do torneio trinta e quatro equipes provenientes de quinze estados brasileiros e Distrito Federal. As equipes foram divididas de acordo com suas regiões. Nas sedes com até seis equipes o sistema de disputa foi em turno único com todos jogando entre si. Naquelas com sete ou mais participantes o sistema muda para uma fase de grupos seguida de semifinais e final. Os campeões em cada sede garantem uma vaga no acesso à Superliga B Masculina 2025. A segunda etapa da competição, teve o sistema de disputa por meio de um grupo único, envolvendo as cinco melhores equipes classificadas em segundo lugar das cinco sedes regionais, com todas as equipes jogando entre si, e o vencedor garantiu a sexta vaga de acesso.

## Regulamento
A Superliga C masculina contou com a participação de 34 clubes espalhados em cinco sedes. Pelo formato definido para o torneio, os times foram divididos em cinco sedes regionais, sendo elas Chapecó (SC), São Luís (MA), Belém (PA), Timóteo (MG) e Brasília (DF). O campeão de cada grupo garantiu a vaga na Superliga B 2025.
Pelo regulamento inicial haveria uma repescagem pela sexta vaga de acesso. Porém, sem muitas informações a Confederação Brasileira de Voleibol cancelou, e apenas as cinco equipes conseguiram o acesso a Superliga B 2025.

### Critérios de classificação nos grupos
1. Número de vitórias;
2. Pontos;
3. Razão de sets;
4. Razão de pontos;
5. Resultado da última partida entre os times empatados.

- Placar de 3–0 ou 3–1: 3 pontos para o vencedor, nenhum para o perdedor;
- Placar de 3–2: 2 pontos para o vencedor, 1 para o perdedor.

## Equipes participantes
Segue abaixo a lista das equipes participantes da Superliga Série C de 2024.
| Sede                         | Grupo                | Equipe                | Cidade                | Temporada 2023 |
| ---------------------------- | -------------------- | --------------------- | --------------------- | -------------- |
| Chapecó (SC)                 |                      |                       |                       |                |
| –                            | APROV/Chapecó        | Chapecó               | Superliga B           |                |
| –                            | AVP/Piçarras         | Piçarras              | Estreante             |                |
| –                            | Sogipa               | Porto Alegre          | Estreante             |                |
| Belém (PA)                   |                      |                       |                       |                |
| –                            | Apade Vôlei          | Belém                 | 2º Sede Alta Floresta |                |
| –                            | AVT Vôlei Amapá      | Macapá                | Estreante             |                |
| –                            | MM RB/Liga Acreana   | Rio Branco            | Estreante             |                |
| –                            | Porto Velho Miners   | Porto Velho           | Estreante             |                |
| –                            | Remo Vôlei           | Belém                 | Estreante             |                |
| –                            | Tuna Luso Vôlei      | Belém                 | Estreante             |                |
| São Luís (MA)                |                      |                       |                       |                |
| A                            |                      |                       |                       |                |
| CBR Vôlei                    | Maceió               | Estreante             |                       |                |
| Graça Brito/Brave            | São Luís             | Estreante             |                       |                |
| Sampaio Corrêa               | São Luís             | Estreante             |                       |                |
| Team Vini Vôlei              | Aracaju              | 3º Sede Natal         |                       |                |
| B                            |                      |                       |                       |                |
| ATLEF/CTE Futuro             | São Luís             | Estreante             |                       |                |
| AABB/Cavalo de Aço           | São Luís             | 2º Sede Natal         |                       |                |
| Moto Club Vôlei              | São Luís             | Estreante             |                       |                |
| Norde Vôlei                  | Fortaleza            | Estreante             |                       |                |
| Brasília (DF)                |                      |                       |                       |                |
| –                            | Brasiliense Vôlei    | Brasília              | Não disputou          |                |
| –                            | Mais Vôlei Brasília  | Brasília              | 4º Sede Brasília      |                |
| –                            | Prevermed Vôlei      | Brasília              | Estreante             |                |
| –                            | Real Brasiliense     | Brasília              | 6º Sede Brasília      |                |
| –                            | Vôlei Mais Itumbiara | Itumbiara             | Estreante             |                |
| Timóteo (MG)                 |                      |                       |                       |                |
| A                            |                      |                       |                       |                |
| Capixaba Vôlei               | Vitória              | 5º Sede Maringá       |                       |                |
| Acesita Vôlei/Emalto         | Timóteo              | Não disputou          |                       |                |
| Itapagipe                    | Itapagipe            | 5º Sede São Sebastião |                       |                |
| Bebedouro Clube/Unifafibe    | Bebedouro            | Não disputou          |                       |                |
| B                            |                      |                       |                       |                |
| Arizona Vôlei                | Contagem             | Estreante             |                       |                |
| EC Praia Grande              | Praia Grande         | 3º Sede São Sebastião |                       |                |
| Fluminense Vôlei             | Rio de Janeiro       | Estreante             |                       |                |
| Itabirito Pro Esporte        | Itabirito            | Não disputou          |                       |                |
| C                            |                      |                       |                       |                |
| EVA Araguari                 | Araguari             | Estreante             |                       |                |
| Fundesport/Araraquara        | Araraquara           | 4º Sede São Sebastião |                       |                |
| Uberlândia Vôlei/Praia Clube | Uberlândia           | Não disputou          |                       |                |
| São Sebastião/Instituto Obi  | São Sebastião        | 2º Sede São Sebastião |                       |                |

↑ 1. AVT Vôlei Amapá desistiu da competição antes do seu início.

↑ 2. MM RB/Liga Acreana desistiu da competição antes do seu início.

↑ 3. Prefeitura Municipal de Itapagipe desistiu da competição antes do seu início.

## Locais das partidas
| Belém                    | Brasília            | Chapecó              | São Luís                | Timóteo                     |
| ------------------------ | ------------------- | -------------------- | ----------------------- | --------------------------- |
| SESI Belém               | Ginásio do Cruzeiro | Ginásio Ivo Silveira | Ginásio Costa Rodrigues | Ginásio Iorque José Martins |
| Capacidade: desconhecido | Capacidade: 1.000   | Capacidade: 1.500    | Capacidade: 2.000       | Capacidade: 3.000           |

## Fase Classificatória
- Vitória por 3 sets a 0 ou 3 a 1: 3 pontos para o vencedor;
- Vitória por 3 sets a 2: 2 pontos para o vencedor e 1 ponto para o perdedor.
- Não comparecimento, a equipe perde 2 pontos.
- Em caso de igualdade por pontos, os seguintes critérios servem como desempate: número de vitórias, razão de sets e razão de ralis.

|  |                               |
|  | Aceso a Série B 2025.         |
|  | Classificado para repescagem. |
|  | Classificado para semifinais. |

### Sede Sul - Chapecó
|     |               |     | Jogos | Jogos | Jogos | Resultados | Resultados | Resultados | Resultados | Resultados | Resultados | Sets | Sets | Sets  | Pontos | Pontos | Pontos |
| Pos | Equipe        | Pts | T     | V     | D     | 3–0        | 3–1        | 3–2        | 2–3        | 1–3        | 0–3        | V    | P    | R     | V      | P      | R      |
| --- | ------------- | --- | ----- | ----- | ----- | ---------- | ---------- | ---------- | ---------- | ---------- | ---------- | ---- | ---- | ----- | ------ | ------ | ------ |
| 1   | Sogipa        | 6   | 2     | 2     | 0     | 2          | 0          | 0          | 0          | 0          | 0          | 6    | 0    | MAX   | 150    | 111    | 1.351  |
| 2   | APROV/Chapecó | 3   | 2     | 1     | 1     | 1          | 0          | 0          | 0          | 0          | 1          | 3    | 3    | 1,000 | 135    | 126    | 1.071  |
| 3   | AVP/Piçarras  | 0   | 2     | 0     | 2     | 0          | 0          | 0          | 0          | 0          | 2          | 0    | 6    | 0,000 | 102    | 150    | 0.680  |

#### 1ª Rodada
| Data   | Hora  |               | Placar |        | Set 1 | Set 2 | Set 3 | Set 4 | Set 5 | Total | Relatório |
| ------ | ----- | ------------- | ------ | ------ | ----- | ----- | ----- | ----- | ----- | ----- | --------- |
| 01 out | 19:30 | APROV/Chapecó | 0–3    | Sogipa | 23–25 | 17–25 | 20–25 |       |       | 60–75 |           |

#### 2ª Rodada
| Data   | Hora  |        | Placar |              | Set 1 | Set 2 | Set 3 | Set 4 | Set 5 | Total | Relatório |
| ------ | ----- | ------ | ------ | ------------ | ----- | ----- | ----- | ----- | ----- | ----- | --------- |
| 02 out | 19:30 | Sogipa | 3–0    | AVP/Piçarras | 25–14 | 25–18 | 25–19 |       |       | 75–51 |           |

#### 3ª Rodada
| Data   | Hora  |               | Placar |              | Set 1 | Set 2 | Set 3 | Set 4 | Set 5 | Total | Relatório |
| ------ | ----- | ------------- | ------ | ------------ | ----- | ----- | ----- | ----- | ----- | ----- | --------- |
| 03 out | 19:30 | APROV/Chapecó | 3–0    | AVP/Piçarras | 25–10 | 25–22 | 25–19 |       |       | 75–51 |           |

### Sede Norte - Belém
|     |                    |     | Jogos | Jogos | Jogos | Resultados | Resultados | Resultados | Resultados | Resultados | Resultados | Sets | Sets | Sets  | Pontos | Pontos | Pontos |
| Pos | Equipe             | Pts | T     | V     | D     | 3–0        | 3–1        | 3–2        | 2–3        | 1–3        | 0–3        | V    | P    | R     | V      | P      | R      |
| --- | ------------------ | --- | ----- | ----- | ----- | ---------- | ---------- | ---------- | ---------- | ---------- | ---------- | ---- | ---- | ----- | ------ | ------ | ------ |
| 1   | Remo Vôlei         | 11  | 4     | 4     | 0     | 1          | 2          | 1          | 0          | 0          | 0          | 12   | 4    | 3,000 | 386    | 269    | 1.435  |
| 2   | Apade Vôlei        | 10  | 4     | 3     | 1     | 3          | 0          | 0          | 1          | 0          | 0          | 11   | 3    | 3.667 | 334    | 220    | 1.518  |
| 3   | Tuna Luso Vôlei    | 6   | 4     | 2     | 2     | 1          | 1          | 0          | 0          | 1          | 1          | 7    | 7    | 1,000 | 307    | 256    | 1.199  |
| 4   | Porto Velho Miners | 3   | 4     | 1     | 3     | 1          | 0          | 0          | 0          | 2          | 1          | 5    | 9    | 0.556 | 295    | 277    | 1.065  |
| 5   | MM RB/Liga Acreana | 0   | 4     | 0     | 4     | 0          | 0          | 0          | 0          | 0          | 4          | 0    | 12   | 0,000 | 0      | 300    | 0,000  |

#### 1ª Rodada
| Data   | Hora  |                    | Placar |                    | Set 1 | Set 2 | Set 3 | Set 4 | Set 5 | Total  | Relatório |
| ------ | ----- | ------------------ | ------ | ------------------ | ----- | ----- | ----- | ----- | ----- | ------ | --------- |
| 01 out | 17:00 | Apade Vôlei        | 3–0    | MM RB/Liga Acreana | 25–0  | 25–0  | 25–0  |       |       | 75–0   |           |
| 01 out | 19:00 | Porto Velho Miners | 1–3    | Remo Vôlei         | 20–25 | 14–25 | 31–29 | 19–25 |       | 84–104 |           |

#### 2ª Rodada
| Data   | Hora  |                    | Placar |                 | Set 1 | Set 2 | Set 3 | Set 4 | Set 5 | Total   | Relatório |
| ------ | ----- | ------------------ | ------ | --------------- | ----- | ----- | ----- | ----- | ----- | ------- | --------- |
| 02 out | 17:00 | Porto Velho Miners | 1–3    | Tuna Luso Vôlei | 16–25 | 17–25 | 25–23 | 23–25 |       | 81–98   |           |
| 02 out | 19:00 | Apade Vôlei        | 2–3    | Remo Vôlei      | 23–25 | 21–25 | 25–23 | 25–21 | 13–15 | 107–109 |           |

#### 3ª Rodada
| Data   | Hora  |                    | Placar |                 | Set 1 | Set 2 | Set 3 | Set 4 | Set 5 | Total | Relatório |
| ------ | ----- | ------------------ | ------ | --------------- | ----- | ----- | ----- | ----- | ----- | ----- | --------- |
| 03 out | 17:00 | MM RB/Liga Acreana | 0–3    | Remo Vôlei      | 0–25  | 0–25  | 0–25  |       |       | 0–75  |           |
| 03 out | 19:00 | Apade Vôlei        | 3–0    | Tuna Luso Vôlei | 25–16 | 27–25 | 25–15 |       |       | 77–56 |           |

#### 4ª Rodada
| Data   | Hora  |                    | Placar |                    | Set 1 | Set 2 | Set 3 | Set 4 | Set 5 | Total | Relatório |
| ------ | ----- | ------------------ | ------ | ------------------ | ----- | ----- | ----- | ----- | ----- | ----- | --------- |
| 04 out | 17:00 | Porto Velho Miners | 3–0    | MM RB/Liga Acreana | 25–0  | 25–0  | 25–0  |       |       | 75–0  |           |
| 04 out | 19:00 | Remo Vôlei         | 3–1    | Tuna Luso Vôlei    | 25–20 | 23–25 | 25–14 | 25–19 |       | 98–78 |           |

#### 5ª Rodada
| Data   | Hora  |                 | Placar |                    | Set 1 | Set 2 | Set 3 | Set 4 | Set 5 | Total | Relatório |
| ------ | ----- | --------------- | ------ | ------------------ | ----- | ----- | ----- | ----- | ----- | ----- | --------- |
| 05 out | 17:00 | Tuna Luso Vôlei | 3–0    | MM RB/Liga Acreana | 25–0  | 25–0  | 25–0  |       |       | 75–0  |           |
| 05 out | 19:00 | Apade Vôlei     | 3–0    | Porto Velho Miners | 25–19 | 25–18 | 25–18 |       |       | 75–55 |           |

### Sede Nordeste - São Luís
Grupo A
|     |                   |     | Jogos | Jogos | Jogos | Resultados | Resultados | Resultados | Resultados | Resultados | Resultados | Sets | Sets | Sets  | Pontos | Pontos | Pontos |
| Pos | Equipe            | Pts | T     | V     | D     | 3–0        | 3–1        | 3–2        | 2–3        | 1–3        | 0–3        | V    | P    | R     | V      | P      | R      |
| --- | ----------------- | --- | ----- | ----- | ----- | ---------- | ---------- | ---------- | ---------- | ---------- | ---------- | ---- | ---- | ----- | ------ | ------ | ------ |
| 1   | Graça Brito/Brave | 9   | 3     | 3     | 0     | 3          | 0          | 0          | 0          | 0          | 0          | 9    | 0    | MAX   | 226    | 189    | 1.196  |
| 2   | Team Vini Vôlei   | 6   | 3     | 2     | 1     | 1          | 1          | 0          | 0          | 0          | 1          | 6    | 4    | 1.500 | 245    | 227    | 1.079  |
| 3   | CBR Vôlei         | 2   | 3     | 1     | 2     | 0          | 0          | 1          | 0          | 0          | 2          | 3    | 8    | 0.375 | 244    | 259    | 0.942  |
| 4   | Sampaio Corrêa    | 1   | 3     | 0     | 3     | 0          | 0          | 0          | 1          | 1          | 1          | 3    | 9    | 0.333 | 243    | 283    | 0.859  |

Grupo B
|     |                    |     | Jogos | Jogos | Jogos | Resultados | Resultados | Resultados | Resultados | Resultados | Resultados | Sets | Sets | Sets  | Pontos | Pontos | Pontos |
| Pos | Equipe             | Pts | T     | V     | D     | 3–0        | 3–1        | 3–2        | 2–3        | 1–3        | 0–3        | V    | P    | R     | V      | P      | R      |
| --- | ------------------ | --- | ----- | ----- | ----- | ---------- | ---------- | ---------- | ---------- | ---------- | ---------- | ---- | ---- | ----- | ------ | ------ | ------ |
| 1   | Norde Vôlei        | 9   | 3     | 3     | 0     | 3          | 0          | 0          | 0          | 0          | 0          | 9    | 0    | MAX   | 225    | 155    | 1.452  |
| 2   | AABB/Cavalo de Aço | 6   | 3     | 2     | 1     | 2          | 0          | 0          | 0          | 0          | 1          | 6    | 3    | 2,000 | 221    | 186    | 1.188  |
| 3   | Moto Club Vôlei    | 3   | 3     | 1     | 2     | 1          | 0          | 0          | 0          | 0          | 2          | 3    | 6    | 0.500 | 176    | 216    | 0.815  |
| 4   | ATLEF/CTE Futuro   | 0   | 3     | 0     | 3     | 0          | 0          | 0          | 0          | 0          | 3          | 0    | 9    | 0,000 | 160    | 225    | 0.711  |

#### 1ª Rodada
| Data   | Hora  |                  | Placar |                    | Set 1 | Set 2 | Set 3 | Set 4 | Set 5 | Total | Relatório |
| ------ | ----- | ---------------- | ------ | ------------------ | ----- | ----- | ----- | ----- | ----- | ----- | --------- |
| 01 out | 14:00 | Norde Vôlei      | 3–0    | Moto Club Vôlei    | 25–11 | 25–12 | 25–22 |       |       | 75–45 |           |
| 01 out | 16:00 | Team Vini Vôlei  | 3–0    | CBR Vôlei          | 29–27 | 26–24 | 25–19 |       |       | 80–70 |           |
| 01 out | 18:00 | ATLEF/CTE Futuro | 0–3    | AABB/Cavalo de Aço | 16–25 | 18–25 | 21–25 |       |       | 55–75 |           |
| 01 out | 20:00 | Sampaio Corrêa   | 0–3    | Graça Brito/Brave  | 19–25 | 16–25 | 23–25 |       |       | 58–75 |           |

#### 2ª Rodada
| Data   | Hora  |                  | Placar |                    | Set 1 | Set 2 | Set 3 | Set 4 | Set 5 | Total   | Relatório |
| ------ | ----- | ---------------- | ------ | ------------------ | ----- | ----- | ----- | ----- | ----- | ------- | --------- |
| 02 out | 14:00 | Norde Vôlei      | 3–0    | AABB/Cavalo de Aço | 25–22 | 25–23 | 25–20 |       |       | 75–65   |           |
| 02 out | 16:00 | Team Vini Vôlei  | 0–3    | Graça Brito/Brave  | 23–25 | 22–25 | 24–26 |       |       | 69–76   |           |
| 02 out | 18:00 | ATLEF/CTE Futuro | 0–3    | Moto Club Vôlei    | 22–25 | 21–25 | 17–25 |       |       | 60–75   |           |
| 02 out | 20:00 | Sampaio Corrêa   | 2–3    | CBR Vôlei          | 25–22 | 20–25 | 22–25 | 27–25 | 10–15 | 104–112 |           |

#### 3ª Rodada
| Data   | Hora  |                  | Placar |                    | Set 1 | Set 2 | Set 3 | Set 4 | Set 5 | Total | Relatório |
| ------ | ----- | ---------------- | ------ | ------------------ | ----- | ----- | ----- | ----- | ----- | ----- | --------- |
| 03 out | 12:00 | Moto Club Vôlei  | 0–3    | AABB/Cavalo de Aço | 29–31 | 13–25 | 14–25 |       |       | 56–81 |           |
| 03 out | 16:00 | CBR Vôlei        | 0–3    | Graça Brito/Brave  | 23–25 | 17–25 | 22–25 |       |       | 62–75 |           |
| 03 out | 18:00 | ATLEF/CTE Futuro | 0–3    | Norde Vôlei        | 15–25 | 12–25 | 18–25 |       |       | 45–75 |           |
| 03 out | 20:00 | Sampaio Corrêa   | 1–3    | Team Vini Vôlei    | 25–21 | 19–25 | 19–25 | 18–25 |       | 81–96 |           |

#### Semifinal
| Data   | Hora  |                   | Placar |                    | Set 1 | Set 2 | Set 3 | Set 4 | Set 5 | Total | Relatório |
| ------ | ----- | ----------------- | ------ | ------------------ | ----- | ----- | ----- | ----- | ----- | ----- | --------- |
| 04 out | 18:00 | Norde Vôlei       | 3–0    | Team Vini Vôlei    | 25–11 | 25–17 | 25–22 |       |       | 75–50 |           |
| 04 out | 20:00 | Graça Brito/Brave | 3–1    | AABB/Cavalo de Aço | 25–20 | 19–25 | 27–25 | 25–22 |       | 96–92 |           |

#### Terceiro Lugar
| Data   | Hora  |                 | Placar |                    | Set 1 | Set 2 | Set 3 | Set 4 | Set 5 | Total | Relatório |
| ------ | ----- | --------------- | ------ | ------------------ | ----- | ----- | ----- | ----- | ----- | ----- | --------- |
| 05 out | 18:00 | Team Vini Vôlei | 1–3    | AABB/Cavalo de Aço | 26–24 | 23–25 | 21–25 | 17–25 |       | 87–99 |           |

#### Final
| Data   | Hora  |             | Placar |                   | Set 1 | Set 2 | Set 3 | Set 4 | Set 5 | Total | Relatório |
| ------ | ----- | ----------- | ------ | ----------------- | ----- | ----- | ----- | ----- | ----- | ----- | --------- |
| 05 out | 20:00 | Norde Vôlei | 3–0    | Graça Brito/Brave | 25–19 | 25–6  | 25–16 |       |       | 75–41 |           |

### Sede Centro-Oeste - Brasília
|     |                      |     | Jogos | Jogos | Jogos | Resultados | Resultados | Resultados | Resultados | Resultados | Resultados | Sets | Sets | Sets   | Pontos | Pontos | Pontos |
| Pos | Equipe               | Pts | T     | V     | D     | 3–0        | 3–1        | 3–2        | 2–3        | 1–3        | 0–3        | V    | P    | R      | V      | P      | R      |
| --- | -------------------- | --- | ----- | ----- | ----- | ---------- | ---------- | ---------- | ---------- | ---------- | ---------- | ---- | ---- | ------ | ------ | ------ | ------ |
| 1   | Brasiliense Vôlei    | 12  | 4     | 4     | 0     | 3          | 1          | 0          | 0          | 0          | 0          | 12   | 1    | 12,000 | 323    | 238    | 1.357  |
| 2   | Real Brasiliense     | 9   | 4     | 3     | 1     | 2          | 1          | 0          | 0          | 1          | 0          | 10   | 4    | 2.500  | 332    | 295    | 1.125  |
| 3   | Mais Vôlei Brasília  | 6   | 4     | 2     | 2     | 1          | 1          | 0          | 0          | 0          | 2          | 6    | 7    | 0.857  | 289    | 298    | 0.970  |
| 4   | Prevermed Vôlei      | 2   | 4     | 1     | 3     | 0          | 0          | 1          | 0          | 0          | 3          | 3    | 11   | 0.273  | 275    | 328    | 0.838  |
| 5   | Vôlei Mais Itumbiara | 1   | 4     | 0     | 4     | 0          | 0          | 0          | 1          | 2          | 1          | 4    | 12   | 0.333  | 318    | 278    | 1.144  |

#### 1ª Rodada
| Data   | Hora  |                   | Placar |                     | Set 1 | Set 2 | Set 3 | Set 4 | Set 5 | Total | Relatório |
| ------ | ----- | ----------------- | ------ | ------------------- | ----- | ----- | ----- | ----- | ----- | ----- | --------- |
| 08 out | 17:30 | Brasiliense Vôlei | 3–0    | Prevermed Vôlei     | 25–16 | 25–18 | 25–17 |       |       | 75–51 |           |
| 08 out | 20:00 | Real Brasiliense  | 3–0    | Mais Vôlei Brasília | 25–16 | 25–23 | 25–24 |       |       | 75–63 |           |

#### 2ª Rodada
| Data   | Hora  |                      | Placar |                   | Set 1 | Set 2 | Set 3 | Set 4 | Set 5 | Total | Relatório |
| ------ | ----- | -------------------- | ------ | ----------------- | ----- | ----- | ----- | ----- | ----- | ----- | --------- |
| 09 out | 17:30 | Vôlei Mais Itumbiara | 0–3    | Brasiliense Vôlei | 16–25 | 18–25 | 15–25 |       |       | 49–75 |           |
| 09 out | 20:00 | Real Brasiliense     | 3–0    | Prevermed Vôlei   | 25–20 | 25–15 | 25–14 |       |       | 75–49 |           |

#### 3ª Rodada
| Data   | Hora  |                      | Placar |                     | Set 1 | Set 2 | Set 3 | Set 4 | Set 5 | Total   | Relatório |
| ------ | ----- | -------------------- | ------ | ------------------- | ----- | ----- | ----- | ----- | ----- | ------- | --------- |
| 10 out | 17:30 | Vôlei Mais Itumbiara | 2–3    | Prevermed Vôlei     | 25–22 | 21–25 | 25–23 | 22–25 | 9–15  | 102–110 |           |
| 10 out | 20:00 | Real Brasiliense     | 3–0    | Mais Vôlei Brasília | 25–17 | 25–15 | 25–23 |       |       | 75–55   |           |

#### 4ª Rodada
| Data   | Hora  |                  | Placar |                      | Set 1 | Set 2 | Set 3 | Set 4 | Set 5 | Total | Relatório |
| ------ | ----- | ---------------- | ------ | -------------------- | ----- | ----- | ----- | ----- | ----- | ----- | --------- |
| 11 out | 17:30 | Prevermed Vôlei  | 0–3    | Mais Vôlei Brasília  | 19–25 | 22–25 | 24–26 |       |       | 65–76 |           |
| 11 out | 20:00 | Real Brasiliense | 3–1    | Vôlei Mais Itumbiara | 25–14 | 26–24 | 22–25 | 25–22 |       | 98–85 |           |

#### 5ª Rodada
| Data   | Hora  |                      | Placar |                     | Set 1 | Set 2 | Set 3 | Set 4 | Set 5 | Total | Relatório |
| ------ | ----- | -------------------- | ------ | ------------------- | ----- | ----- | ----- | ----- | ----- | ----- | --------- |
| 12 out | 17:30 | Vôlei Mais Itumbiara | 1–3    | Mais Vôlei Brasília | 25–20 | 18–25 | 17–25 | 22–25 |       | 82–95 |           |
| 12 out | 20:00 | Real Brasiliense     | 1–3    | Brasiliense Vôlei   | 25–23 | 20–25 | 19–25 | 19–25 |       | 83–98 |           |

### Sede Sudeste - Timóteo
Grupo A
|     |                           |     | Jogos | Jogos | Jogos | Resultados | Resultados | Resultados | Resultados | Resultados | Resultados | Sets | Sets | Sets  | Pontos | Pontos | Pontos |
| Pos | Equipe                    | Pts | T     | V     | D     | 3–0        | 3–1        | 3–2        | 2–3        | 1–3        | 0–3        | V    | P    | R     | V      | P      | R      |
| --- | ------------------------- | --- | ----- | ----- | ----- | ---------- | ---------- | ---------- | ---------- | ---------- | ---------- | ---- | ---- | ----- | ------ | ------ | ------ |
| 1   | Acesita Vôlei/Emalto      | 9   | 3     | 3     | 0     | 2          | 1          | 0          | 0          | 0          | 0          | 9    | 1    | 9,000 | 248    | 148    | 1.676  |
| 2   | Bebedouro Clube/Unifafibe | 5   | 3     | 2     | 1     | 1          | 0          | 1          | 0          | 1          | 0          | 7    | 5    | 1.400 | 259    | 197    | 1.315  |
| 3   | Capixaba Vôlei            | 4   | 3     | 1     | 2     | 1          | 0          | 0          | 1          | 0          | 1          | 5    | 6    | 0.833 | 240    | 177    | 1.356  |
| 4   | Itapagipe                 | 0   | 3     | 0     | 3     | 0          | 0          | 0          | 0          | 0          | 3          | 0    | 9    | 0,000 | 0      | 225    | 0,000  |

Grupo B
|     |                       |     | Jogos | Jogos | Jogos | Resultados | Resultados | Resultados | Resultados | Resultados | Resultados | Sets | Sets | Sets  | Pontos | Pontos | Pontos |
| Pos | Equipe                | Pts | T     | V     | D     | 3–0        | 3–1        | 3–2        | 2–3        | 1–3        | 0–3        | V    | P    | R     | V      | P      | R      |
| --- | --------------------- | --- | ----- | ----- | ----- | ---------- | ---------- | ---------- | ---------- | ---------- | ---------- | ---- | ---- | ----- | ------ | ------ | ------ |
| 1   | EC Praia Grande       | 9   | 3     | 3     | 0     | 2          | 1          | 0          | 0          | 0          | 0          | 9    | 1    | 9,000 | 244    | 192    | 1.271  |
| 2   | Fluminense Vôlei      | 6   | 3     | 2     | 1     | 2          | 0          | 0          | 0          | 1          | 0          | 7    | 3    | 2.333 | 238    | 202    | 1.178  |
| 3   | Itabirito Pro Esporte | 3   | 3     | 1     | 2     | 1          | 0          | 0          | 0          | 0          | 2          | 3    | 6    | 0.500 | 175    | 204    | 0.858  |
| 4   | Arizona Vôlei         | 0   | 3     | 0     | 3     | 0          | 0          | 0          | 0          | 0          | 3          | 0    | 9    | 0,000 | 166    | 225    | 0.738  |

Grupo C
|     |                              |     | Jogos | Jogos | Jogos | Resultados | Resultados | Resultados | Resultados | Resultados | Resultados | Sets | Sets | Sets  | Pontos | Pontos | Pontos |
| Pos | Equipe                       | Pts | T     | V     | D     | 3–0        | 3–1        | 3–2        | 2–3        | 1–3        | 0–3        | V    | P    | R     | V      | P      | R      |
| --- | ---------------------------- | --- | ----- | ----- | ----- | ---------- | ---------- | ---------- | ---------- | ---------- | ---------- | ---- | ---- | ----- | ------ | ------ | ------ |
| 1   | EVA Araguari                 | 8   | 3     | 3     | 0     | 1          | 1          | 1          | 0          | 0          | 0          | 9    | 3    | 3,000 | 281    | 240    | 1.171  |
| 2   | São Sebastião/Instituto Obi  | 7   | 3     | 2     | 1     | 2          | 0          | 0          | 1          | 0          | 0          | 8    | 3    | 2.667 | 256    | 227    | 1.128  |
| 3   | Fundesport/Araraquara        | 3   | 3     | 1     | 2     | 1          | 0          | 0          | 0          | 0          | 2          | 3    | 6    | 0.500 | 199    | 220    | 0.905  |
| 4   | Uberlândia Vôlei/Praia Clube | 0   | 3     | 0     | 3     | 0          | 0          | 0          | 0          | 1          | 2          | 1    | 9    | 0.111 | 203    | 252    | 0.806  |

#### 1ª Rodada
| Data   | Hora  |                              | Placar |                             | Set 1 | Set 2 | Set 3 | Set 4 | Set 5 | Total   | Relatório |
| ------ | ----- | ---------------------------- | ------ | --------------------------- | ----- | ----- | ----- | ----- | ----- | ------- | --------- |
| 08 out | 10:00 | EVA Araguari                 | 3–2    | São Sebastião/Instituto Obi | 25–21 | 22–25 | 25–23 | 21–25 | 15–12 | 108–106 |           |
| 08 out | 12:00 | Arizona Vôlei                | 0–3    | Fluminense Vôlei            | 15–25 | 18–25 | 20–25 |       |       | 53–75   |           |
| 08 out | 14:00 | Capixaba Vôlei               | 2–3    | Bebedouro Clube/Unifafibe   | 25–17 | 16–25 | 25–27 | 25–17 | 9–15  | 100–101 |           |
| 08 out | 16:00 | Uberlândia Vôlei/Praia Clube | 0–3    | Fundesport/Araraquara       | 24–26 | 20–25 | 26–28 |       |       | 70–79   |           |
| 08 out | 18:00 | Itabirito Pro Esporte        | 0–3    | EC Praia Grande             | 16–25 | 11–25 | 18–25 |       |       | 45–75   |           |
| 08 out | 20:00 | Acesita Vôlei/Emalto         | 3–0    | Itapagipe                   | 25–0  | 25–0  | 25–0  |       |       | 75–0    |           |

#### 2ª Rodada
| Data   | Hora  |                              | Placar |                             | Set 1 | Set 2 | Set 3 | Set 4 | Set 5 | Total | Relatório |
| ------ | ----- | ---------------------------- | ------ | --------------------------- | ----- | ----- | ----- | ----- | ----- | ----- | --------- |
| 09 out | 10:00 | EVA Araguari                 | 3–0    | Fundesport/Araraquara       | 25–15 | 25–20 | 25–20 |       |       | 75–55 |           |
| 09 out | 12:00 | Arizona Vôlei                | 0–3    | EC Praia Grande             | 23–25 | 15–25 | 22–25 |       |       | 60–75 |           |
| 09 out | 14:00 | Capixaba Vôlei               | 3–0    | Itapagipe                   | 25–0  | 25–0  | 25–0  |       |       | 75–0  |           |
| 09 out | 16:00 | Uberlândia Vôlei/Praia Clube | 0–3    | São Sebastião/Instituto Obi | 21–25 | 19–25 | 14–25 |       |       | 54–75 |           |
| 09 out | 18:00 | Itabirito Pro Esporte        | 0–3    | Fluminense Vôlei            | 24–26 | 14–25 | 17–25 |       |       | 55–76 |           |
| 09 out | 20:00 | Acesita Vôlei/Emalto         | 3–1    | Bebedouro Clube/Unifafibe   | 25–19 | 25–18 | 22–25 | 25–21 |       | 97–83 |           |

#### 3ª Rodada
| Data   | Hora  |                              | Placar |                       | Set 1 | Set 2 | Set 3 | Set 4 | Set 5 | Total | Relatório |
| ------ | ----- | ---------------------------- | ------ | --------------------- | ----- | ----- | ----- | ----- | ----- | ----- | --------- |
| 10 out | 10:00 | São Sebastião/Instituto Obi  | 3–0    | Fundesport/Araraquara | 25–23 | 25–22 | 25–20 |       |       | 75–65 |           |
| 10 out | 12:00 | Fluminense Vôlei             | 1–3    | EC Praia Grande       | 19–25 | 20–25 | 25–19 | 23–25 |       | 87–94 |           |
| 10 out | 14:00 | Bebedouro Clube/Unifafibe    | 3–0    | Itapagipe             | 25–0  | 25–0  | 25–0  |       |       | 75–0  |           |
| 10 out | 16:00 | Uberlândia Vôlei/Praia Clube | 1–3    | EVA Araguari          | 21–25 | 19–25 | 25–23 | 14–25 |       | 79–98 |           |
| 10 out | 18:00 | Itabirito Pro Esporte        | 3–0    | Arizona Vôlei         | 25–20 | 25–18 | 25–15 |       |       | 75–53 |           |
| 10 out | 20:00 | Acesita Vôlei/Emalto         | 3–0    | Capixaba Vôlei        | 26–24 | 25–20 | 25–21 |       |       | 76–65 |           |

#### Semifinal
| Data   | Hora  |                      | Placar |                             | Set 1 | Set 2 | Set 3 | Set 4 | Set 5 | Total | Relatório |
| ------ | ----- | -------------------- | ------ | --------------------------- | ----- | ----- | ----- | ----- | ----- | ----- | --------- |
| 11 out | 18:00 | EC Praia Grande      | 1–3    | EVA Araguari                | 25–13 | 23–25 | 20–25 | 20–25 |       | 88–88 |           |
| 11 out | 20:00 | Acesita Vôlei/Emalto | 1–3    | São Sebastião/Instituto Obi | 18–25 | 22–25 | 25–19 | 20–25 |       | 85–94 |           |

#### Terceiro Lugar
| Data   | Hora  |                 | Placar |                      | Set 1 | Set 2 | Set 3 | Set 4 | Set 5 | Total | Relatório |
| ------ | ----- | --------------- | ------ | -------------------- | ----- | ----- | ----- | ----- | ----- | ----- | --------- |
| 12 out | 16:30 | EC Praia Grande | 3–0    | Acesita Vôlei/Emalto | 25–22 | 25–15 | 25–19 |       |       | 75–56 |           |

#### Final
| Data   | Hora  |                             | Placar |              | Set 1 | Set 2 | Set 3 | Set 4 | Set 5 | Total | Relatório |
| ------ | ----- | --------------------------- | ------ | ------------ | ----- | ----- | ----- | ----- | ----- | ----- | --------- |
| 12 out | 18:30 | São Sebastião/Instituto Obi | 1–3    | EVA Araguari | 25–21 | 19–25 | 17–25 | 16–25 |       | 77–96 |           |

## Equipes classificadas para a Superliga Série B 2025
As seguintes equipes conquistaram o direito ao acesso: ...
| Equipe            | Cidade       |
| ----------------- | ------------ |
| Sogipa.           | Porto Alegre |
| Remo Vôlei.       | Belém        |
| Norde Vôlei.      | Fortaleza    |
| Brasiliense Vôlei | Brasília     |
| EVA Araguari.     | Araguari     |